# Лесона
Лесона (итал. Lessona) је насеље у Италији у округу Бијела, региону Пијемонт.
Према процени из 2011. у насељу је живело 1392 становника. Насеље се налази на надморској висини од 330 м.

## Становништво
Према резултатима пописа становништва 2011. у општини је живело 2.835 становника.
| 1936. | 1951. | 1961. | 1971. | 1981. | 1991. | 2001. | 2011. |
| ----- | ----- | ----- | ----- | ----- | ----- | ----- | ----- |
| 2.389 | 2.532 | 2.585 | 2.425 | 2.325 | 2.301 | 2.450 | 2.835 |